# Дерижанов Сергій Мартинович
Сергі́й Марти́нович Дерижа́нов (* 25 липня 1898, Армавір — † 1945, Іваново) — радянський учений-патологоанатом. Доктор медичних наук (1935). Професор (1932).

## Біографічні відомості
1923 року закінчив медичний факультет Донського університету.
У 1931—1941 роках працював завідувачем кафедри патологічної анатомії Смоленського медичного інституту.
Створив алергічну теорію.
За 10 років роботи в Смоленському медичному інституті Дерижанов підготував шість кандидатів і два доктори медичних наук. Співробітники кафедри створили п'ять монографій, три з яких написав Дерижанов.
Донька Ірина Сергіївна Дерижанова — доктор медичних наук, професор, завідувач кафедри патологічної анатомії Ростовського державного медичного університету.

## Праці
- «Патологічна анатомія первісного раку легені» (1932).
- «Патологічна анатомія і патогенез кишкової форми сибірської виразки» (1935).
- «Патологічна анатомія і патогенез експериментального остеомієліту» (1940).